# Пословни модел
Пословни модел представља начин на који организација ствара, испоручује и задржава вредност, било да је реч о економском, друштвеном, културном или другом аспекту. Овај модел објашњава како пословање функционише, управља трошковима и остварује приходе, чиме се генерише профит. Развијање и прилагођавање пословног модела, познато као иновација пословног модела, кључни је део пословне стратегије.
У пракси и теорији, пословни модел описује кључне елементе организације или пословања кроз формалне и неформалне приступе. То укључује сврху пословања, пословне процесе, циљне купце, производе и услуге, стратегије, инфраструктуру, организациону структуру, начин остваривања профита, методе набавке, трговинске праксе, као и оперативне политике и организациону културу.

## Историја
Термин „пословни модел“, који комбинује речи посао и модел, први пут је забележен 1832. године и означавао је „план за функционисање једног предузећа“, наводи Оксфордски речник енглеског језика.
Пословни модели су временом постали све сложенији. Почетком 20. века уведен је модел „мамца и удице“, познат и као модел „бријача и сечива“ или „везаних производа“. Овај приступ подразумева понуду основног производа по врло ниској цени, чак и са губитком (мамац), а затим наплату редовних производа или услуга (удица). Примери укључују: бријаче (мамац) и сечива (удица), мобилне телефоне (мамац) и минуте разговора (удица), штампаче (мамац) и мастило (удица), или камере (мамац) и фотографије (удица). Један од примера ове праксе је и Adobe, који је бесплатно нудио софтвер за читање докумената, док је за креирање докумената наплаћивао високе цене.
Током 1950-их, нови пословни модели су се појавили у McDonald's-у и Toyoti, док су 1960-их Wal-Mart и хипермаркети били водећи у иновацијама. У 1970-им новине доносе FedEx и Toys R Us, а 1980-их Blockbuster, Home Depot, Intel и Dell. Деведесетих година на сцену ступају Southwest Airlines, Netflix, eBay, Amazon.com и Starbucks.
Данас се пословни модели често ослањају на технологију. Интернет је омогућио креирање нових модела који зависе искључиво од дигиталних платформи, што омогућава допирање до великог броја купаца уз минималне трошкове. Уз то, глобализација и аутсорсинг захтевају нове приступе, укључујући стратешко снабдевање, сложене ланце дистрибуције и колаборативне уговоре.

## Категоризација
Од 2012. године развијају се теорије о концепту „течних пословних модела“, који доносе нове могућности у пословању.

### Прелаз са линеарних система на платформе
Сангит Пол Чудари у чланку за Wired прави разлику између два главна типа пословних модела: „цеви“ и платформи. Линеарни модели („цеви“) подразумевају да компанија ствара производе или услуге и дистрибуира их ка купцима. Вредност се производи на једној страни и користи на другој, а ток је линеаран, попут воде која тече кроз цев. Насупрот томе, платформе омогућавају корисницима не само да троше већ и да сами стварају вредност.
Алекс Моазед дефинише платформу као модел који омогућава размену између две или више међузависних група, најчешће произвођача и потрошача. Овај приступ, омогућен дигиталном трансформацијом, постао је водећи пословни модел савременог доба.
Чудари и његови сарадници додатно истичу у тексту за MarketWatch како прелазак на платформе ремети традиционалне индустрије, доносећи радикалне промене.

### Платформа
Успешна платформа има три основна елемента. Инфраструктура („алатка“) омогућава повезивање. Она олакшава учесницима прикључивање платформи и омогућава интеракцију. Магнет привлачи кориснике и обезбеђује довољан број учесника да платформа функционише. Повезивач користи податке за успостављање веза између произвођача и потрошача, чинећи платформу ефикаснијом од традиционалних модела.
Чен истиче да пословни модели морају укључити карактеристике Веба 2.0, попут мрежних ефеката и садржаја који генеришу корисници, што омогућава њихово континуирано унапређење. Као успешан пример наводи Amazon, који је развио платформу отвореног типа и остварио огромне приходе.

### Утицаји пословног модела платформе
Према Хозе ван Дијк, платформе данас зарађују на три начина. Први је модел претплате, који захтева редовну накнаду, често у freemium форми, где се неке услуге нуде бесплатно. Други је персонализовано оглашавање, прилагођено корисницима друштвених мрежа. Трећи начин је коришћење података генерисаних од стране корисника, што омогућава платформама да уновче своје услуге кроз анализу и коришћење тих података. 

## Примери
Неке дигиталне медијске платформе користе "троструки производ" пословни модел, где се infotainment (комбинација информација и забаве) размењује за пажњу корисника и податке о њиховом понашању, који се затим монетизују за циљано оглашавање.
У раним фазама развоја пословних модела, често су се дефинисали типови као што су "цигле и малтер" или "е-брокери". Међутим, ови типови су обично обухватали само један аспект пословања, најчешће приходни модел. Савременији приступи пословним моделима теже да их опишу у целини, а не само њихове највидљивије аспекте.

### Брикс и кликс пословни модел
Овај модел комбинује физичко присуство ("цигле") и онлајн платформе ("кликове"). На пример, ланац продавница омогућава купцима да наруче производе преко интернета, а затим их преузму у локалној продавници.

### Колективни пословни модели
Пословни системи или организације које окупљају већи број компанија, занатлија или професионалаца из сродних области. Они деле ресурсе, размењују информације или обезбеђују друге погодности за чланове. Пример је научни парк који пружа заједничке лабораторије и подстиче иновације међу фирмама које користе те ресурсе.

### Елиминисање посредника
Уклањање посредника у ланцу снабдевања. Компаније директно комуницирају са купцима, често путем интернета, уместо да користе традиционалне дистрибутивне канале.

### Модел директне продаје
Директна продаја подразумева маркетинг и продају производа потрошачима без фиксне малопродајне локације. Продаја се обично обавља кроз личне презентације или демонстрације.

### Различити дистрибутивни модели
На пример, "плати први клијент, бесплатна услуга за остале", где први клијент плаћа услугу, док је за остале бесплатна.

### Франшиза
Практиковање коришћења успешног пословног модела друге фирме. Франшиза омогућава ширење уз мањи ризик, а франшизери имају директан удео у успеху пословања.

### Фримијум модел
Основне услуге или производи су бесплатни, док се наплаћују напредне или специјалне функције.

### Плати колико можеш (PWYC)
Пословни модел где купци плаћају износ који сматрају одговарајућим за производ или услугу. Често се користи у добротворне сврхе или као промотивна тактика.

### Модел вредносног додавања (VAR)
Компаније модификују и додају вредност основним производима или услугама, чинећи их специфичним за одређене индустрије. Овај модел је популаран у технолошким компанијама.

### Остали примери пословних модела
- Модел аукције
- Хемијски лизинг
- Модел нискотарифних авио-компанија
- Лојални пословни модели
- Модел мрежних ефеката
- Онлајн садржајни модели
- Сервитизација производа
- Субскрипциони модел
- Виртуелни пословни модел